# 유나킴
유나킴(Euna Kim, 본명: 김유나, 1994년 10월 27일 ~ )은 미국의 래퍼이다. 2015년에 걸그룹 디 아크로 활동하였으나, 2016년에 해체되었다. 그 후, 언프리티랩스타 등 오디션 프로그램에 참여하였으나 뚜렷한 성과는 거두지 못 하였고, 디아크 전 멤버였던 전민주와 함께 Khan이라는 듀엣 팀을 결성하였으나 이따가 듀엣 해체되었다.  그녀는 2021년 은퇴를 선언했다.

## 학력
- 노스 록랜드 고등학교

## 음반 목록
- "Love Me Love" (2014, MFBTY와 듀엣)
- "비별 (Good Bye Rain)" (2014, 민주와 듀엣)
- "러브 테라피 (Love Therapy)" (2017, EXY와 듀엣)

## 출연 작품

### 텔레비전 프로그램
| 연도 | 방송사 | 제목                               | 역할                             | 비고   |
| ---- | ------ | ---------------------------------- | -------------------------------- | ------ |
| 2011 | Mnet   | 《슈퍼스타K 3》                    | 참가자                           |        |
| 2016 | Mnet   | 《언프리티 랩스타 3》              | 참가자                           |        |
| 2017 | KBS2   | 《아이돌 리부팅 프로젝트 더 유닛》 | 참가자                           | 탈락   |
| 2018 | MBC    | 《미스터리 음악쇼 복면가왕》       | 뽀득뽀득 잘 닦은 성대 설거지요정 | 참가자 |